# Amable Tastu
Amable Tastu, pseudónimo de Sabine Casimire Amable Voïart (Metz, 30 de agosto de 1798 - Palaiseau, 11 de enero de 1885), fue una célebre poetisa y mujer de letras francesa.

## Biografía

### Orígenes e infancia
Amable Tastu nació en la calle des Clers, en Metz, hija natural de Jacques-Philippe Voïart, un administrador general de avituallamiento del ejército y aficionado a la poesía, y de Jeanne-Amable Bouchotte, hermana de Jean-Baptiste Bouchotte, ministro de guerra de Francia durante el turbulento periodo de 1793 y 1794.
En 1802 Amable pierde a su madre y en 1806 su padre se casa en segundas nupcias con Anne-Élisabeth-Élise Petitpain, escritora nacida en Nancy. Ésta se consagró al cuidado de su hijastra, compartió con ella sus conocimientos de inglés, alemán e italiano y se preocupó de procurarle una educación adecuada a las aptitudes literarias que desde muy joven había evidenciado, puesto que a los nueve años de edad ya componía versos con soltura.
Se dice que, durante su infancia, la única ocupación de la precoz poetisa era la lectura; tanto es así que el exceso de actividad intelectual y la falta de ejercicios y juegos pusieron en peligro su salud a la edad de once años.

### Primeras publicaciones y casamiento
Con catorce años, la revista francesa Mercure de France publica como anónimo uno de sus idilios, titulado El Réséda (Le Réséda). Este poema fue muy elogiado por la emperatriz Josefina, quien mostró un gran interés por conocerla. Así pues, Madame Voïart, que estaba en contacto con la emperatriz, se la presentó en 1809.
Poco después la misma revista publicó otro de sus idilios, El Narciso (Le Narcisse), que esta vez dio paso a su encuentro con el impresor del Mercure de France, el perpiñanés Joseph Tastu, que había quedado impresionado por sus dotes poéticas. En 1816, se casan y un año después Amable da a luz a un hijo, Eugène.

### Notoriedad
En 1819 dejan Perpiñán y se instalan en París, donde su marido se encargará de la imprenta liberal de los hermanos Beaudouin, en la calle de Vaugirard. Allí, bajo el nombre de Amable Tastu, escribe y publica sus obras, que pronto le otorgaron gran notoriedad. En 1821 publica con mucho éxito La Caballería francesa (La Chevalerie française), y en 1826 aparece su primera colección de escritos en verso, Poesías (Poésies), impresa por su marido.
En 1823 publica junto a otra célebre escritora francesa, Adélaïde Dufrénoy, El libro de las mujeres (Le Livre des femmes), una colección en dos volúmenes de ensayos de veintiséis autores del siglo XVIII que exponen su opinión respecto al estatus de la mujer, su educación y su formación intelectual.
Entre 1820 y 1835 Amable fue muy celebrada y era apreciada por grandes autores como Lamartine, Sainte-Beuve, Victor Hugo, Chateaubriand, Marceline Desbordes-Valmore, etc. Victor Hugo le dedica su Moisés en el Nilo (Moïse sur le Nil), que recibió un amaranto de oro en la Fiesta de las Flores de la Academia de los Juegos de Florencia, y Chateubriand su Camoëns en Memorias de ultratumba (Mémoires d'outre-tombe). Sainte-Beuve, por su parte, compone una elegía de dieciocho cuartetos en su honor y le dedica dieciséis páginas de sus Retratos contemporáneos (Portraits contemporains). Amable se convierte así en la musa romántica por excelencia.

### Años difíciles, viajes y fallecimiento
Su obra Crónicas de Francia (Chroniques de France) no gustó demasiado a la crítica, a lo que se sumó la quiebra del negocio de su marido, afectado por la crisis económica de 1830. Amable abandona entonces la poesía para dedicarse a producciones algo más lucrativas, capaces de contribuir a la economía familiar.
Trabajó como institutriz y colaboró regularmente en las revistas Mercure de France y La Muse française. Publicó obras pedagógicas, traducciones, compendios históricos, un Curso de Historia de Francia (Cours d'histoire de France) junto con el ministro de educación, un volumen sobre la literatura alemana y otro sobre la literatura italiana. Escribió también libretos para músicos como Saint-Saëns.
En 1849, tras la muerte de su marido, que desde 1838 ocupó un puesto de conservador en la Biblioteca de Santa Genoveva, acompañó a su hijo Eugène en sus misiones diplomáticas a Chipre, Iași, Bagdad, Belgrado y Alejandría.
En 1866 vuelve a París y en 1871 se instala en Palaiseau con su hijo, donde llevará una vida social intensa hasta su muerte, en 1885.
Su funeral se celebró el 13 de enero de 1885 en la iglesia de San Suplicio.

## Anécdotas
Amable Tastu elogió de tal manera la obra Rosa y Blanca (Rose et Blanche), escrita conjuntamente por Jules Sandeau y George Sand y publicada bajo el nombre de J. Sand, que consiguió que el librero encargara otra novela del mismo autor. Y así se publicó Indiana, la primera novela enteramente redactada por George Sand. Gracias a Amable, se publicó también, en 1832, uno de los poemas de esta misma autora, La reina Mab (La reine Mab).

## Premios y reconocimientos
- El 3 de mayo de 1820, la Academia de los Juegos de Florencia, en su celebración de la Fiesta de las Flores, otorgó a Amable Tastu el premio del soneto, concediéndole una azucena de plata.[11]
- En 1840, su Elogio de Madame de Sévigné (Éloge de Madame de Sévigné) fue premiado por la Academia Francesa.[2]
- En 1851 se crea un nuevo tipo de rosa, la Amable Tastu, a modo de reconocimiento.[15]
- Una de las calles de Metz, su ciudad natal, lleva su nombre.

## Obras
- La Chevalerie française, Paris, Ambroise Tardieu, 1821.
- Le livre des femmes, choix de morceaux extraits des meilleurs écrivains français sur le caractère, les moeurs et l'esprit des femmes (con Adélaïde Dufrénoy), Paris, Persan, 1823. (leer en línea).
- La Liberté, ou le Serment des trois Suisses, vers inspirés par le tableau de M. Steuben, Paris, Joseph Tastu, 1824.
- Ode sur la mort de madame Dufrénoy, Paris, Joseph Tastu, 1825.
- Les Oiseaux du sacre, Paris, Joseph Tastu, 1825.
- Poésies, Paris, Joseph Tastu, 1826, 3ª ed. (leer en línea).
- Chroniques de France, Paris, Delangle Frères, 1829. (leer en línea la edición de 1838).
- Soirées littéraires de Paris, Paris, Janet, 1832. (leer en línea).
- Aventures de Robinson Crusoé par Daniel de Foé, traduites par Mme Amable Tastu (traducción), Paris, Didier, 1835. (leer en línea la 2ª ed., de 1839).
- Poésies nouvelles, Paris, Denain et Delamare, 1835.
- Œuvres de Madame Tastu, Bruxelles, E. Laurent, 2 vol., 1835.
- Éducation maternelle: simples leçons d’une mère à ses enfants, Paris, E. Renduel, 1836.
- Prose, Bruxelles, J. Jamar, 1836. (leer en línea).
- Contes des fées: le livre des enfants, choisis par Mmes Élise Voïart et Amable Tastu (recopilatorio de cuentos de diversos autores, principalmente de Charles Perrault), Paris, Paulin, 1836-1838. (leer en línea).
- Cours d’histoire de France. Lectures tirées des chroniques et des mémoires, avec un précis de l’histoire de France depuis les Gaulois jusqu'à nos jours (publicado bajo la supervisión del ministro de educación), Paris, Lavigne, 2 vol., 1836.
- Institut royal de France. Académie française. Éloge de Mme de Sévigné, par Mme Amable Tastu, couronné dans la séance du 11 mai 1840, Paris, F. Didot frères, 1840.
- Éducation morale. Le Bon petit garçon, ou les Récits du maître d'école, lectures pour l'enfance, imitées de l'italien de César Cantu, par Mme Amable Tastu  (imitación y adaptación de la obra del escritor italiano Césare Cantù), Paris, Didier, primera parte, 1841.
- Éducation morale. Monsieur Bonhomme, ou l'Adolescent conduit à la vertu, au savoir et à l'industrie, lectures pour l'adolescence, imitées de l'italien de César Cantu, par Mme Amable Tastu (imitación y adaptación de la obra del escritor italiano Césare Cantù), Paris, Didier, segunda parte, 1841.
- Éducation morale. L'Honnête homme, lectures pour la jeunesse, imitées de l'italien de César Cantu, par Mme Amable Tastu (imitación y adaptación de las Lecturas juveniles del escritor italiano Césare Cantù), Paris, Didier, tercera parte, 1841.
- Éducation morale. Le Portefeuille d'Ambroise, lectures pour tous les âges, imitées de l'italien de César Cantu, par Mme Amable Tastu (imitación y adaptación de la obra del escritor italiano Césare Cantù), Paris, Didier, cuarta parte, 1841.
- Alpes et Pyrénées: arabesques littéraires composées de nouvelles historiques, anecdotes, descriptions, chroniques et récits divers (con Julie Delafaye-Bréhier, Eugénie Foa), Paris, P.-C. Lehuby, 1842. (leer en línea)
- Des Andelys au Havre: illustrations de Normandie; dessins par MM. Rossigneux, Godefroy et Lemercier; gravés par Brugnot, Paris, P.-C. Lehuby, 1843. (leer en línea).
- Tableau de la littérature allemande depuis l’établissement du christianisme jusqu’à nos jours, Tours, Alfred Mame,1843.
- Tableau de la littérature italienne depuis l’établissement du christianisme jusqu’à nos jours, Tours, Alfred Mame, 1843. (leer en línea la edición de 1870).
- La Normandie historique, pittoresque et monumentale, Paris, P.-C. Lehuby, 1845.
- Voyage en France, Tours, Alfred Mame et Cie, 1846. (leer en línea).
- Poésies complètes: Premières Poésies, Poésies nouvelles, Chroniques de France, Paris, Didier, 1858. (leer en línea).